# Beňatina
Beňatina je naseljeno mjesto u okrugu Sobrance u Košickom kraju u Slovačkoj.

## Stanovništvo
| Godina:     | 1993. | 2003.    | 2013.    | 2023.    |
| ----------- | ----- | -------- | -------- | -------- |
| Broj ljudi: | 311   | 249      | 207      | 170      |
| Razlika:    |       | -19,93 % | -16,86 % | -17,87 % |

| Godina:     | 2022. | 2023.   |
| ----------- | ----- | ------- |
| Broj ljudi: | 177   | 170     |
| Razlika:    |       | -3,95 % |

Prema podatcima o broju stanovnika iz 2023. godine naselje je imalo 170 stanovnika.

## Vanjske poveznice
|  | Zajednički poslužitelj ima još gradiva o temi Beňatina |

- Službena stranica naselja (sl.)